# Villa romana delle Paduline
La villa romana delle Paduline si trova a Castiglione della Pescaia. La sua ubicazione è in posizione leggermente rialzata presso l'argine destro del fiume Bruna, nel punto in cui inizia a svilupparsi il porto-canale.
Il complesso fa parte di un ben più ampio sito archeologico, che fu sede di un insediamento abitativo tra il III secolo a.C. e il IV secolo d.C., che risultava conosciuto già in epoca Cinquecentesca durante il dominio di Cosimo I de' Medici. Durante i lavori settecenteschi di bonifica emersero nuovi reperti, mentre altri scavi in epoca ottocentesca portarono alla luce perfino alcuni mosaici; ulteriori rinvenimenti ci furono anche durante il secolo scorso, quando tra gli anni sessanta e settanta sono stati effettuati interventi a protezione dei resti archeologici
La villa romana delle Paduline, risalente al periodo di transizione tra l'età repubblicana e l'età imperiale, è ciò che meglio si è conservato della vasta area archeologica, che ha dato alla luce numerosissimi reperti tra cui un pregevole e ben conservato busto dell'imperatore Adriano, attualmente custodito a Grosseto presso il Museo archeologico e d'arte della Maremma. La villa era una struttura lussuosa, con mosaici ed affreschi decorativi ed una serie di ambienti annessi che ospitavano le terme.
Il complesso era collegato al porto romano di Salebro, che serviva l'intera area del Lago Prile, e alla Via Aurelia attraverso un efficiente sistema viario.